# Noroeste Fluminense
Noroeste Fluminense è una mesoregione dello Stato di Rio de Janeiro in Brasile.

## Microregioni
È suddivisa in due microregioni:
- Itaperuna
- Santo Antônio de Pádua